# Furacão Linda (1997)
O furacão Linda foi um dos mais fortes furacões registrados no leste do Pacífico. Formado a partir de uma onda tropical em 9 de setembro de 1997, Linda se intensificou constantemente e atingiu o status de furacão após 36 horas de desenvolvimento. O sistema rapidamente ganhou força, atingindo ventos de 185 milhas por hora (298 km/h) e uma pressão central estimada em apenas 902 milibares (26,6 inHg). Previa-se que o furacão iria avançar para o sul da Califórnia, mas em vez disso, ele se virou para o mar e dissipou-se em 17 de setembro. Foi o décimo quinto ciclone tropical, a décima terceira tempestade nomeada, o sétimo furacão, e o quinto grande furacão da Temporada de furacões no Pacífico de 1997.